# فریتس کونتسلی
فریتس کونتسلی (انگلیسی: Fritz Künzli; ۸ ژانویهٔ ۱۹۴۶ – ۲۲ دسامبر ۲۰۱۹) بازیکن فوتبال اهل سوئیس بود.
از باشگاه‌هایی که در آن بازی کرده‌است می‌توان به باشگاه فوتبال لوزان-اسپورت، باشگاه فوتبال وینترتور، و باشگاه فوتبال زوریخ اشاره کرد.
وی همچنین در تیم ملی فوتبال سوئیس بازی کرده‌است.